# هرشپیتسه
هرشپیتسه (به چکی: Heršpice) یک منطقهٔ مسکونی در جمهوری چک است که در ناحیه ویشکوو واقع شده‌است. هرشپیتسه ۱۸٫۰۵ کیلومتر مربع مساحت و ۷۴۱ نفر جمعیت دارد و ۲۶۰ متر بالاتر از سطح دریا واقع شده‌است.